# Stari Pazin
Stari Pazin (en italien : Pisinvécchio) est une localité de Croatie située en Istrie, dans la municipalité de Pazin, dans le comitat d'Istrie.